# Ismail Selim
Ali Ismail Selim Mohamed (in arabo علي إسماعيل سليم محمد‎?; 8 ottobre 1944) è un ex cestista egiziano.

## Carriera
Con l'Egitto ha disputato due edizioni dei Giochi olimpici (Monaco 1972 e Montréal 1976) e i Campionati mondiali del 1970.